# Bosse Lindberg
Bosse Lindberg (29 juni 1984) is een Zweedse schaker met een FIDE-rating van 2385 in 2006 en 2398 in 2016. Hij is, sinds 2011, FIDE Meester (FM). 
In juli 2005 speelde Lindberg mee in het toernooi om het kampioenschap van Zweden dat in Göteborg gehouden werd en eindigde daar met 4.5 punt op de elfde plaats. Stellan Brynell werd met 9 punten uit 13 ronden kampioen. 
In 2014 nam hij met het Zweedse nationale team deel aan de European Club Cup.

## Externe koppelingen
- (en)   Informatie over schaakpartijen van Bosse Lindberg op ChessGames.com
- (en)   Informatie over schaakpartijen van Bosse Lindberg op 365chess.com
- (en)  FIDE-ratinggegevens voor Bosse Lindberg

## Referentie
1. ↑  European Club Cup - Open, europeanchessclubcup2014.com